# En votre âme et conscience
En votre âme et conscience est une émission de télévision judiciaire française de Pierre Desgraupes, Pierre Dumayet et Claude Barma diffusée du 25 novembre 1955 au 13 décembre 1969 sur RTF Télévision puis sur la première chaîne de l'ORTF présentée par Pierre Dumayet.

## Principe de l'émission
Pierre Dumayet expose une grande affaire judiciaire passée et jugée, puis propose à la défense de venir à nouveau plaider, laissant aux téléspectateurs le rôle de jurés afin qu'ils rejugent cette affaire en leur âme et conscience.

## La salle d'audience
La salle d'audience dans laquelle sont filmées les reconstitutions des procès est un décor, réalisé dans le studio 12 du Centre René-Barthélémy des Buttes Chaumont. À l'époque, la loi interdisait de filmer dans un palais de justice. Le ministre de l'information avait rejeté la demande d'autorisation des auteurs de l'émission.

## Programmation
La programmation de l'émission est reconstituée à partir des informations trouvées sur le site internet de l'INA et de l'Internet Movie Database.
Des informations sur l'affaire sont mentionnées dans la colonne « Détails et informations supplémentaires », sauf si l'article consacré à l'affaire existe.
| Date                                                                                              | Titres de l'épisode                                                            | Détails et informations supplémentaires |
| ------------------------------------------------------------------------------------------------- | ------------------------------------------------------------------------------ | --- |
| 1955                                                                                              | L'affaire du lieutenant de la Roncière                                         | |
| 1955                                                                                              | L'affaire du Pont d'Ambert                                                     | ? |
| 25 novembre 1955                                                                                  | L'affaire Roux                                                                 | Distribution : Gérard Oury : ? |
| 1956                                                                                              | L'affaire du manoir de Jeufosse ou la Bête noire                               | |
| 1956                                                                                              | L'affaire du Marquis de Naye                                                   | ? |
| 28 février 1956                                                                                   | L'affaire Lesnier                                                              | Le Fieu (Gironde) novembre 1847 Claude Gay septuagénaire meurt dans des conditions étranges. Jean-François Lesnier instituteur qui lui a acheté sa maison en viager est condamné à Bordeaux en 1848. Après 7 ans de bagne il est rejugé et acquitté en 1855. Distribution : Marie Mergey : Marie Cessac, Georges Riquier : Lesnier, Léonce Corne : Lespagne, Paul Crauchet : Lapluie, Maurice Nasil : Le brigadier, Aram Stephan : premier président, Henri Crémieux : Le deuxième président, Fernand Fabre : Le procureur, Georges Lannes : La défense, Guy Favières : Sarrazin, Marc Gentihomme : Daignaud, Jane Morlet : La veuve Malfille |
| 20 mars 1956                                                                                      | L'affaire Hugues ou Un drame de la vertu                                       | Madame Hugues, 26 ans épouse d'un député des Bouches-du-Rhône, harcelée par un pseudo détective privé Maurin pour une fausse affaire de divorce l'abat de six balles. En janvier 1885 à la cour d'assises de la Seine elle est acquittée. Distribution : Malka Ribowska : L'accusée, Jean Toulout : Le président, Stéphane Audel : Le procureur, Teddy Bilis : Clerget, Émile Genevois : Chabrol, Jeanne Herviale : La concierge, Jean-Pierre Kérien : La défense, Léon Larive : Le commissaire, Jacques Mauclair : La partie civile, Henri Rollan : Monsieur de La Forge, André Valmy : Mr Hugues, Jean Berger : Le journaliste |
| 14 avril 1956                                                                                     | L'affaire Vaucrose ou L'homme au gilet à fleurs                                | Saint-Pons-la-Calm (Gard), nuit du 23 au 24 août 1898 madame de Vaucrose est étranglée chez elle par Barthélémy-Auguste Gayte. Il est condamné à vingt ans de travaux forcés. Distribution : Charles Denner : Gayte, Jean Berger : La défense, Paul Préboist : Chaudanson, Jean-Paul Moulinot : Fernand de Vaucroze, Antoinette Moya : Madame Gayte, Jacques Varennes : Le président, Pierre Asso : Le juge d'instruction, Marc Eyraud : Audibert, Jacques Mancier : La partie civile, Richard Francœur : Le procureur, Odette Piquet : Marie Bastide, André Cellier : Le boulanger, Robert Seller : Fraix |
| 8 mai 1956                                                                                        | L'affaire Marie Bière                                                          | Distribution : Anne Caprile : ? |
| 29 mai 1956                                                                                       | L'affaire de Bitremont                                                         | Distribution : Jean Berger : L'avocat de la comtesse, Nadine Alari : La comtesse de Boccarmé, Georges Sellier : Docteur Zoude, Jacques François : Le comte de Boccarmé, Jean Pâqui : Professeur Stass, Jacques Varennes : Le Président, Jean Michaud : L'avocat du comte, Jean-Marie Serreau : François, Jean Galland : Le Procureur, Guy Decomble : Gilles, Nora Coste : Justine, Constance Moria : Emerance, Danielle Paris : Antoinette Dutzeele |
| 19 juin 1956                                                                                      | L'affaire Latour                                                               | ? |
| 18 septembre 1956                                                                                 | La mort de Monsieur de Marcellange,                                            | Saint-Étienne-Lardeyrol (Haute-Loire) 1er septembre 1840 Château de Chamblas Louis Vilhardin de Marcellange 34 ans est abattu. Jacques Besson son ancien domestique est condamné à mort à Lyon et guillotiné le 28 mars 1843 place du Martouret au Puy-en-Velay. Distribution : André Reybaz : La défense, Christian Marin : Roiron, Jean Berger : La partie civile, Bernard Musson : Le chanoine, Nane Germon : Victoire Portal, Jacques Mauclair : Le Procureur, Albert Rémy : Jacques Besson, Jean Dalmain : Raynaud, Henri Nassiet : Le Président, Georges Audoubert : Achard, Roger Crouzet : Arsac, René Alone : Bernard, Paula Régier : Madame Morin |
| 21 octobre 1956                                                                                   | Le secret des Fenayrou                                                         | Distribution : Guy Tréjan : Mr Fenayrou, Jacques Harden : L'expert, Yvette Étiévant : madame Fenayrou, Christian Bertola : L'avocat, Germaine Kerjean : La veuve Gibon, Fernand Fabre : Le président, Gaston Rey : Fleury, Michel Gatineau : Grousseau, Louis Saintève : Le premier juré, André Chanal : Rouchon, Christian de Lanaut : Valette, Blanche Ariel : madame Barret, Maurice Hamonou : L'huissier, René Lord : Le procureur |
| 16 novembre 1956                                                                                  | Le serrurier de Sannois                                                        | Pontoise (Val-d'Oise) 15 janvier 1843 Pierre Rousselet assassine et vole Monsieur Donon-Cadot banquier dans son bureau donnant sur une rue très passante. Édouard fils cadet de la victime désigné comme commanditaire par Rousselet est acquitté. Bénéficiant de circonstances atténuantes Rousselet est condamné aux travaux forcés à perpétuité. Distribution : Jean Brassat : L'huissier, Léonce Corne : Rousselet, Jacques Mancier : L'expert, Daniel Lecourtois : Allard, François Darbon : le serrurier, Henri Nassiet : Le Président, Maryse Paillet : madame Mazy, Robert Porte : L'avocat, Philippe Janvier : Le premier juré, Marc Valbel : Le Procureur, Catherine Erard : Caroline, Robert Charlet : Le Proviseur, Jean-Paul Thomas : Edouard |
| 14 décembre 1956                                                                                  | L'affaire Prado                                                                | Paris 52 rue Caumartin 14 janvier 1886 Marie Aguettant « la môme Crevette » danseuse de music-hall est trouvée par son amant chez elle égorgée ses bijoux volés. Novembre 1887 un chef de bande et ses complices sont arrêtés avec les bijoux. Il utilise de nombreux pseudonymes : Luis Federico Stanislas « Prado di Mendoza » Linska y Castillon, Louis Frédéric Stanislas Linska de Castillo, Linska de Castillon, Stanislas Prado. L'arme du crime serait un poignard japonais en forme d'éventail. Paris avril 1888 Mauricette Couronneau et Eugénie Forestier sont acquittées, Garcia est condamné à 4 ans de prison, Prado à la peine de mort. Il est guillotiné devant la prison de la Roquette le 28 décembre 1888. Distribution : Claude Martin : La défense pour Linska, François Perrot : Linska, Jacqueline Staup : Jeanne Merlin, Micheline Bona : Dolorès Garcel, Gamil Ratib : Garcia, André Rouyer : Blaise, Alain Durtal : La défense pour E. Forestier, Serge Nadeau : Le ministère public, Tony Mag : Eugénie Forestier |
| 19 janvier 1957                                                                                   | La malle à Gouffé                                                              | Distribution : Raymond Souplex : Eyraud, Jacques Varennes : Le Président, Christian Bertola : La défense, François Vibert : Docteur Sacreste, Gaston Rey : Professeur Liégeois, Liliane Bert : Gabrielle Bompart, Jean Galland : Docteur Brouardel, Robert Burnier : Garenger, Jean Darcante : Le Procureur, René Alone : Launée, Marc Valbel : Docteur Lacassagne, Marie Servane : Julie Puzin |
| 8 février 1957                                                                                    | L'affaire Lacenaire                                                            | Distribution : Michel Piccoli : Pierre François Lacenaire, Jean Gruault : Beaufils, Jean Coste : Baton, Jean Michaud : Le Procureur, Jean Toulout : Le Président, Yvonne Claudie : madame Marbois, André Rouyer : François, René Alone : Allard, Robert Charlet : L'avocat, Jean Besnard : Avril, Robert Guilmet : Fréchard, Edgar Auzouville : Grobety, Louis Lalanne : Soumagnac, Auguste Dargels : Pageot |
| 1er mars 1957                                                                                     | L'affaire Landru                                                               | Distribution : Pierre Leproux : Henri Désiré Landru, Jacques Monod : Le président, Pierre Tabard : L'avocat de Landru, François Darbon : Mathieu, Jean-Marie Serreau : Delage, Luc Andrieux : Andreu, Albert Médina : Le docteur Paul, Liliane Maigné : Mademoiselle Sacreste, Camille Fournier : madame Froment, Élisabeth Hardy : madame Lalande |
| 30 mars 1957                                                                                      | L'affaire Lafarge                                                              | Distribution : Pierre Asso : Le Procureur, Marius Laurey : Parent, Maurice Nasil : Dubois, Jacques Rispal : Denis Barbier, Henri Nassiet : Le Président, Micheline Bona : Marie Lafarge, Mady Berry : madame Lafarge mère, Jean Toulout : L'avocat, René Alone : Docteur Lespinasse, Sylvie Cerliac : Anna Brun, Nicole Mahieu : Clémentine Serva, Françoise Lebail : Emma Pontier, Hugues Vanner : Orvilla |
| 22 avril 1957                                                                                     | Une femme honnête                                                              | 2 octobre 1904 une villa isolée en province Madame Legrain est trouvée abattue à côté de Rémi Pradier blessé. Il survit, déclare qu'ils étaient amants, ont voulu se suicider et il s'est raté. Il est accusé de l'avoir violée, assassinée et d'avoir simulé leur suicides. Il est condamné à 7 ans de travaux forcés. Distribution : Jean Berger : L'avocat, William Sabatier : Lucien Legrain, Jean Muselli : Pradier, Géo Wallery : Labasse, Charles Lavialle : Magoulès, Héléna Manson : Madame Pradier, René-Jacques Chauffard : Bourdille, Jean Darcante : Le Procureur, Yves Brainville : Le Président, Gina Niclos : Marie Tauzain, Anne Laurent : madame Rouzérol, Serge Nadeau : Général Schreiber |
| 2 juillet 1957                                                                                    | Le testament du duc de Bourbon                                                 | Distribution : Maria Mauban : La baronne de Feuchères, Raymond Gérôme : de Surval, Raymond Pélissier : Bonnie, Edmond Beauchamp : Manoury, André Reybaz : L'abbé Pélier, Hubert Noël : De Choulot, René Clermont : Le juge d'instruction, Daniel Lecourtois : Le général Lambeau, Harry Max : ? |
| 16 juillet 1957                                                                                   | L'assassin a laissé sa carte ou L'affaire Pranzini                             | Distribution : Edmond Ardisson : Charles Berne, Huguette Faget : Marie Marchettini, Martine Ferrière : Louise Bois, Yves Brainville : La défense, François Vibert : Le Président, Héléna Manson : madame Sabatier, Robert Burnier : David Walter, René Alone : Taylor, Stéphane Audel : Le ministère public, Claude Manier : Pranzini, Maurice Juniot : Zacharie Lacarrière, Séverine : Julie Garnier, Abel Bernyer : Le premier juré |
| 3 septembre 1957                                                                                  | Un étrange trio ou L'affaire Sarret-Schmidt                                    | Distribution : Pierre Mondy : Maître de Moro Giafferi, Gabriel Jabbour : Mr Caravel, Jacques Monod : Sarret, Fernand Fabre : Le Président, Jean-Henri Chambois : Le commissaire Cals, Jean Toulout : Maître Brion, Gilberte Rivet : Juliette Lambert, Pierre Morin : L'avocat général, Odette Charblay : madame Geai, Brika Denzler : Catherine Schmidt, Rena Land : Philomène Schmidt, Edgar Auzouville : Mr Poucel, Henri Morel : Mr Amici |
| 24 septembre 1957                                                                                 | L'affaire Houet                                                                | Paris 26 avril 1833 le squelette de Madame Houet 70 ans est retrouvé dans le jardin d'une villa 83 rue de Vaugirard que son gendre Louis Robert avait louée peu de temps avant sa disparition le 13 septembre 1821. Cour d'assises de la Seine août 1833 Robert et son complice Louis-Claude-Joseph Bastien bénéficiant de circonstances atténuantes sont condamnés aux travaux forcés à perpétuité. Distribution : Marie Mergey : madame Robert, Jean Champion : Robert, Jean Dalmain : Bastien, Henri Nassiet : Le Président, Jean Darcante : Le Procureur, René Alone : Véron, Georges Montant : Fleury, Raymond Raynal : Girardin, André Laurent : Gouvernant, Marie Servane : madame Junon, Claude d'Yd : L'avocat de Bastien, Raymond Fraikin : Le président du jury |
| 22 octobre 1957                                                                                   | L'affaire Weidmann                                                             | Distribution : Antoine Vitez : Donrier, Jacques Ferrière : Fouquet, Jean Berger : L'avocat de Milliard, Laurent Terzieff : Eugène Weidmann, Pierre Mirat : Tronché, Jean Toulout : Le Président, Lucien Guervil : Inspecteur Bourquin, Jacques Roussillon : Milliard, Marcel d'Orval : L'avocat de Weidmann, Aram Stephan : Boulot, Henri Darbrey : Milliard père |
| 29 novembre 1957                                                                                  | L'affaire Levaillant ou Le cabinet des embûches                                | 31 décembre 1810 Madame Chénier accuse sa belle-fille Madame Levaillant d'avoir eu l'intention de l'empoisonner elle et son mari lors d'un dîner pour avoir refusé de prêter de l'argent au couple. Madame Levaillant est reconnue coupable de l'intention de tuer ses beaux-parents : son père lui a envoyé de l'arsenic et elle l'a testé sur sa femme de chambre, mais elle est acquittée car le crime n'a pas été exécuté. Distribution : Louis Arbessier : Mr de Saussay, Madeleine Lambert : madame Chénier, Alain Nobis : Adolphe, Robert Bazil : Dobigny, Jean Darcante : La défense, Stéphane Audel : Brutinel, Françoise Hornez : Mireille, Allain Dhurtal : Le Président, Lucie Arnold : Adèle Levaillant, Henri Darbrey : Rouvel |
| 17 décembre 1957                                                                                  | Le docteur X ou L'affaire Allard                                               | Grande ville du midi années 1920 un ami encaisseur et client du docteur Allard (le vrai nom est modifié) vient dans son cabinet. Il s'est fait voler son sac contenant 9000 francs. Le docteur sort pour s'occuper du vol. De retour, il trouve l'ami mourant, montrant un flacon de poison qu'il a avalé. Allard est accusé d'avoir assassiné l'encaisseur pour le voler. En prison, Allard confie que la mort résulte d'un accident thérapeutique. Bénéficiant des circonstances atténuantes, Allard est condamné aux travaux forcés à perpétuité. Il s'évade et quitte la France. Distribution : André Reybaz : L'avocat de la défense, Pierre Tabard : Pierre Bellesin, Jean-Roger Caussimon : Robert de la Marquette, François Chaumette : Docteur Allard, Hubert Deschamps : Lucien Gauthier, Dora Doll : Léa Barion, Jacques Varennes : Le Président, Gaston Rey : Léon Farabe, Jean Galland : Professeur Bringuier, René Blancard : L'avocat général, Hélène Roussel : madame Bolle |
| 14 janvier 1958                                                                                   | L'affaire Peltzer                                                              | Distribution : Michel Galabru : Dumouche, Louis Seigner : Mr de Longé, Philippe Mareuil : Léon Peltzer, André Var : Le Procureur, Yves Brainville : L'avocat, Henri Nassiet : Le Président, Jean Brochard : Willemaers, Hubert Noël : Armand Peltzer, Annick Allières : Marie, Nora Coste : Julie, Michèle Gary : madame Bernays, Abel Bernyer : Le président du jury, Maurice Hamonou |
| 28 février 1958                                                                                   | L'affaire Schwartzbard                                                         | Distribution : Raymond Souplex : La défense, Jacques Blot : L'huissier, Jacques Castelot : La partie civile, Pierre Leproux : Goldstein, Daniel Lecourtois : Choulguine, Antoine Balpêtré : Le Président, André Oumansky : Dotzenko, Roger Jacquet : Tresterenko, Robert Porte : Schwartzzbard, Jean-Pierre Kérien : Le prince Tokary, Pierre Moncorbier : Général Chapoval, Geneviève Brav : Mlle Grinberg, Roger Marx : Le président du jury |
| 18 avril 1958                                                                                     | Le procès du docteur Castaing ou L'énigme de l'acétate de morphine             | Distribution : Jacques Varennes : Le Président, Jean Dalmain : Docteur Pigache, Jean Chevrier : La défense, Jean Francel : Lebreton, Michel Trévières : L'huissier, Géo Wallery : Le Procureur, Liliane Bert : Julie Percilla, René Alone : Malassis, Émile Genevois : Léon, Robert Fontanet : Castaing, Danielle Paris : Catherine Habert, Abel Bernyer : Le président du jury |
| 13 mai 1958                                                                                       | Les traditions du moment ou L'affaire Fualdès                                  | Distribution : Jean Rochefort : Clémendot, Jean Juillard : Bastide, Jacqueline Jehanneuf : Clarisse Manson, Jean Champion : Bousquier, Marc Eyraud : Collard, René Havard : Théron, Jean Toulout : Le Président, Claude Le Lorrain : L'huissier, Roger Crouzet : un témoin, Mag-Avril : La femme Bancal, Guy Decomble : Guy Decomble, René Alone : Le Pocureur, Claude d'Yd : L'avocat, Nora Coste : madame Vernhes, Jacqueline Lemaire : Françoise Ricard, Anne Blancard : Marianne Varès, Constance Moria : Ursule Pavillon, Geneviève Tourelli: Anne Benoît, Roger Marx : Le premier juré |
| 29 juillet 1958                                                                                   | Le troisième accusé ou l'affaire Gayet                                         | Saint-Cyr-au-Mont-d'Or (Rhône) 14 octobre 1859 hameau du Canton-Charmant Marie Desfarges (veuve Gayet) 37 ans, sa fille Pierrette 13 ans et la mère de Marie (veuve Desfarges) 72 ans sont poignardées et égorgées à coups de couteau et de doloire par Jean-François Chrétien 47 ans tailleur de pierres, Jean Joannon (ou Joanon) 44 ans tailleur de pierres et Antoine Deschamps 33 ans orfèvre sans emploi. Ils violent Marie et Pierrette et pillent la maison. Joannon voisin de Marie l'avait courtisée et elle l'avait éconduit. Chrétien et Déchamps étaient héritiers des victimes : Déchamps était un cousin germain de Marie et la belle-mère de Chrétien était la tante de Marie. Lyon 13 juillet 1860 cour d'assises du Rhône ils sont condamnés à mort. 14 août 1860 au matin ils sont exécutés à Saint-Cyr-au-Mont-d'Or. Distribution : Henri Nassiet : Le président, Jean Chevrier : L'avocat Dubost, Alain Nobis : L'avocat de Deschamps, René Alone : L'avocat général, Pierre Duncan : Jean-François Chrétien, Guy Decomble : Antoine Deschamps, Michel Maurette : Jean Joannon, Antoine Marin : Macaire, Fanny Robiane : Felicité Boudras, Jean Brochard : L'avocat Toulout, Lucien Hubert : Jean Louis Laubas, Marcel Pérès : Balthazar, Marcelle Ranson-Hervé : Léontine Chambard, Marie-José Nat : Marie Vignat, Olga Nilza : Marie Colon, Daniel : Ambroise Pionchon, Pierre Real : L'huissier, Abel Bernyer : Le premier juré |
| 19 août 1958                                                                                      | L'affaire de Villemomble                                                       | Villemomble (Seine-Saint-Denis) mars 1883 Élodie Ménétret riche rentière prend à son service Euphrasie Mercier 63 ans dans sa villa. Avril 1883 Élodie disparait. Euphrasie déclare à Monsieur Grassier vieil ami d'Élodie qu'elle est partie en voyage ou entrée au couvent. Elle continue d'occuper la villa, y installe sa famille, fait des faux pour capter les biens de sa patronne, vend les vêtements et le mobilier et tente d'hypothéquer la villa. 1885 un neveu d'Euphrasie la dénonce après avoir tenté de la faire chanter. Le squelette carbonisé d'Élodie est retrouvé sous un massif de fleurs dans le jardin. Elle l'a empoisonnée au Laudanum. Bénéficiant de circonstances atténuantes Euphrasie est condamnée à vingt ans de réclusion. Distribution : Marie Mergey : Odile Mecier, Maurice Chevit : Sablonière, Jean Chevrier : Le Président, Michel Trévières : L'huissier, Gaston Rey : Brouardel, Héléna Manson : Euphrasie Mercier, Lucien Blondeau : Grassier, René Alone : L'avocat général, André Bervil : Ransonnet, Fulbert Janin : Spirkel, Gilbert Edard : Châteauneuf, Christian de Lanaut : Docteur Mottet, Abel Bernyer : Le premier juré |
| 12 septembre 1958                                                                                 | Un combat singulier ou L'affaire Beauvallon                                    | Distribution : Claude Laydu : Arthur Bertrand, Bruno Cremer : De Flers, Jean-Marie Robain : De Maynard, Pierre Asso : Le Président du tribunal de Paris, André Chaumeau : Klein, Yves Brainville : Maître Berryer, Henri Nassiet : Le Président, Michel Trévières : L'huissier, Gib Grossac : Alexandre Dumas, Alain Janey : D'Ecquevilly, Tony Taffin : Beauvallon, Samara de Córdova (es) : Lola montès |
| 7 novembre 1958                                                                                   | L'affaire Verkammen                                                            | L'avocat belge Verkammen en instance de divorce, abat de cinq balles son épouse actrice, persuadé qu'elle le trompe avec un jeune aristocrate français, escroc qui lui doit de l'argent et le fait chanter. Fin 1886 la cour d'assises de Bruxelles le condamne à quinze ans de travaux forcés. Le verdict est cassé pour vice de forme. À l'issue du second procès il est condamné à dix ans de travaux forcés. Distribution : Michael Lonsdale : Gustave Verkammen, José Quaglio : ?, Yves Barsacq : ?, Jean Martinelli : L Président, Jean-Marie Robain : Le Procureur, Henri Poirier : ?, Georges Lannes : La défense, Lucien Barjon : ?, André Cellier : ?, Georges Jamin : ?, Pierre Collet : Le 1er Juré |
| 2 janvier 1959                                                                                    | L'affaire Troppmann ou Les ruines de Herrenfluh                                | Distribution : Jean Chevrier : L'avocat Lachaut, René Alone : Le président, Jean-François Poron : Jean-Baptiste Troppmann, Maurice Chevit : Bardot, Roger Crouzet : Langlois, Jacques Marin : Auzusse, Pierre Leproux : Le docteur Bergeron, Jeanne Herviale : Madame Brunel, Christian Fourcade : Frémion, Pierre Tornade : Charles Dassonville, Catherine Erard : Mademoiselle Merlin, Michel Dacquin : Le président du jury, Philippe Nyst : Aron, André Naudin : L'huissier |
| 13 février 1959                                                                                   | L'affaire Steinheil                                                            | Distribution : Georges Lannes : Le président, André Thorent : L'avocat, Serge Nadaud : Le procureur, Claire Maurier : Marguerite Steinhel, Gaston Rey : Buchotte, Jean-Paul Moulinot : Balthazar, Clément Thierry : Couillard, Émile Genevois : Villemot, Robert Porte : Dubot, Albert de Médina : Hutin, Maurice Nasil : Le bijoutier Souloy, Claire Olivier : Mariette Wolf, Fernand Fabre : Acheret, Alain Dhurtal : Balthazar, Pierre Ferval : Guilbert, Aram Stephan : Borderel |
| 13 mars 1959                                                                                      | Les Frères Rorique ou L'énigme des îles                                        | Entre Tahiti et les îles Pomotou Joseph et Alexandre Rorique 2 frères assassinent les 7 hommes d'équipage de la goëlette la Niuroahiti chargée de nacre. Ils commettent des actes de piraterie et usage de faux. Tribunal maritime de Brest du 5 au 18 décembre 1893 ils sont condamnés à mort. Grâce à la pression de l'opinion publique, la peine est commuée aux travaux forcés à perpétuité. Distribution : Bruno Cremer : ?, Jacques Monod : ?, Charles Blavette : ?, William Sabatier : ?, Jess Hahn : ?, Gib Grossac : ?, Mario Pilar : ?, Jacques Riberolles : ?, Paul Amiot : ? |
| 24 avril 1959                                                                                     | L'affaire Benoît                                                               | Vouziers (Ardennes) 8 novembre 1829 Nicolas-Frédéric Benoît fils d'un juge de paix égorge sa mère Pauline. Nicolas-Frédéric part pour Paris et devient amant de Joseph Formage 17 ans garçon libraire à qui il raconte son crime. Ils se séparent. Un an après, Formage tente de le faire chanter. Versailles nuit du 22 juillet 1831 dans une chambre d'hôtel Joseph Formage est assassiné par Nicolas-Frédéric Benoît à coups de rasoir. Il nie les 2 crimes. 15 juin 1832 il est condamné à mort. Paris 30 août 1832 il est guillotiné. Distribution : André Julien : L'huissier, René Alone : Le président, Jacques Mauclair : Le procureur, Jean-Pierre Cassel : Thirion, André Reybaz : L'avocat, René Havard : Chevreux, Anna Gaylor : La femme de chambre, Michel Ruhl : Formage, Jean Bolo : Dossereau, Hélène Tossy : Victorine, Jacqueline Pierreux : Félicité, Jean-Paul Thomas : Nicolas-Frédéric Benoît, Daniel : Le commissaire, Pierre Vic : Voisin, Jacques Cheusi : Vallée, André Cassat : L président du jury |
| 9 juin 1959                                                                                       | L'affaire Danval                                                               | Janvier 1876 Mathilde Jarry fille de riches négociants parisiens épouse Louis Danval pharmacien à Paris vivant d'expédients amateur de jeu et de femmes. Peu après le mariage Danval reprend ses habitudes de jeu et de dépenses, brutalise et trompe sa femme qui se réfugie chez ses parents. Septembre 1877 Mathilde Danval meurt empoisonnée à l'arsenic. 2 milligrammes sont trouvés dans son corps. Danval clamant son innocence est condamné aux travaux forcés à perpétuité. 1923 la cour de cassation reconnait le jugement sans fondement. Distribution : Jean Berger : L'avocat, Jacques Marin : Le commissaire de police, Bruno Balp : Arnaud, Albert Médina : Docteur Bergeron, François Vibert : Jarry, Serge Nadaud : Professeur Bouin, Micheline Gary : madame Krétly, Robert Porte : Louis Danval, Pierre Moncorbier : Gauthier, André Bervil : Le Procureur, René Alone : Le Président, Pierre Risch : Docteur Besnard, René Colin : L'huissier, Abel Bernyer : Le président du jury |
| 8 août 1959                                                                                       | Le drame du petit Condom ou L'affaire Borras                                   | Près de Narbonne (Aude) 1886 dans la ferme isolée du petit Condom monsieur Pradiès régisseur et son épouse sont réveillés par 3 voleurs espagnols. Villarubia fait le guet. Pradiès résiste et se bat avec Guillaumet. L'épouse tentant de venir au secours est poignardée. Pradiès est laissé pour mort. Avant de mourir il désigne Guillaumet et Borras comme les assassins. Les 3 sont arrêtés à la frontière. Au cours du procès, ils nient et mettent en cause Castillou. Guillaumet et Borras sont condamnés à mort et Villarubia à 2 ans de travaux forcés. La peine de Guillaumet et Borras est commuée en travaux forcés. L'innocence de Borras est établie quelques années après le procès. Distribution : Jean Berger : Maître Fournier, Paul Préboist : Portès, Yves Barsacq : Paul Balag., Jean Champion : Marcadet, Huguette Faget : Joséphine A., Christian Bertola : Maître Jous., Jean-Claude Michel : Maître Vives, Georges Lannes : L'avocat général, Line Noro : Madeleine Pauquet, Edmond Tamiz : Borras, René Alone : Le Président, Marco Villa : Guillaumet, José Davilla : Villarubia, Daniel : D Marty, Pierre Peloux : Louis Manche, Pierre Leclerc : L'huissier |
| 23 octobre 1959                                                                                   | L'affaire Barataud ou Le secret de Charles Rousseau                            | Limoges 12 janvier 1928 Charles Barataud (Rousseau) riche industriel est condamné aux travaux forcés à perpétuité pour avoir assassiné André Coste chauffeur de taxi et volé sa voiture et cinq jours plus tard abattu son ami Bertrand Peynet car ils voulaient se suicider. Distribution : Jean Brassat : Charles Rousseau, Jacques Seiler : ?, Paul Bonifas : ?, René Alié : ?, Fernand Fabre : ?, Georges Lannes : Le Président, Pierre Garin : ?, Marcel Delaître : ?, Simone Barillier : ? |
| 19 décembre 1959                                                                                  | L'affaire Meyer                                                                | Distribution : Philippe Noiret : ?, Jean-Marie Robain : ?, Jacques Rispal : ?, Noëlle Leiris : Pierrette, Maria Meriko : Marie-Luce Meyer (Héra Mirtel, le vrai nom est modifié) |
| 6 mars 1960                                                                                       | Le procès de Célestine Doudet ou Le secret de Mademoiselle                     | Célestine Doudet fille de bonne famille est demoiselle d'atours de la Reine Victoria. Le docteur Marsden veuf l'engage comme préceptrice pour ses cinq filles. Elle est obligée de rentrer en France pour deuil familial. Marsden lui demande d'emmener ses filles avec elle dans un appartement près des Champs Élysées à Paris. Peu après les fillettes maigrissent. Elles seraient victimes de mauvais traitements. L'une d'elles meurt mystérieusement. Lucy accuse Célestine. Cour d'assises 21 février 1855 elle est acquittée. Distribution : Marie Mergey : ?, Jacques Berger : L'avocat de la défense, Jean Toulout : Le Président, Louis Saintève : ?, Génica Athanasiou : ?, Annie Legrand : Célestine Doudet, Alain Beach : Docteur Marsden, Ida Sprange : madame Marsden |
| 3 mai 1960                                                                                        | La chambre 32                                                                  | Étienne Zecchini propriétaire d'un hôtel se dispute fréquemment avec sa femme qui lui reproche son avarice. Depuis plusieurs mois, elle dort avec sa plus jeune fille dans la chambre 32, communiquant avec celle de son mari. Novembre 1926 une nuit il assassine sa femme et sa fille à coups de couteau. Il clame son innocence et que c'est sa femme qui a tué sa fille puis s'est suicidée. Monaco 1927 bénéficiant de circonstances atténuantes il est condamné à vingt ans de travaux forcés. En cassation sa peine est abaissée à dix ans. Il s'évade du bagne de Cayenne et regagne son pays natal l'Italie. Distribution : André Reybaz : L'avocat, Pierre Mirat : Martinet, Yvette Étiévant : madame Galone, Jacqueline Jefford : Marguerite Pirelli, Albert Médina : Galone, Raymond Pélissier : Docteur Giraud, Michel Trévières : L'huissier, Jacques Berger : Moffa, André Certes : L'avocat général, René Alone : Le Président, Marco Villa : Etienne Zecchini, Jean Menaud : Cado aîné, Louis Raymond : Léon Duprat, Michel Giannou : Cado junior, Madeleine Silvain : madame Clément, Abel Bernyer : Le premier juré |
| 9 octobre 1960                                                                                    | Mort d'un notaire ou Le crime de Madame Achet                                  | Chantelle (Allier) nuit du 18 octobre 1890 maître Lépine riche notaire est tué par « la châtelaine » Achet 34 ans veuve, pour défendre son honneur. Cour d'assises de Moulins 30 avril 1891 elle est accusée du meurtre avec préméditation et guet-apens, ce qu'elle nie. Elle est condamnée à 12 ans de travaux forcés. Distribution : Jacqueline Jehanneuf : Madame Achet, François Darbon : L'avocat Demange, Renaud Mary : L'avocat Waldeck Rousseau, Henri Crémieux : Le président, Helena Manson : Madame Lépine, Yvon Sarray : Monsieur Delorme, Jacques Dhery : Monsieur Thonier, Robert Burnier : Le docteur Noir, Gérard Guillaume : Le docteur Sahüt, Luce Fabiole : Une voisine, Jacques Gripel : Auguste Melun, Paul Mercey : Bouladou, Jane Martel : madame Lamothe, Jean Daniel : Antoine Bataille, Jimmy Perris : Meunier père, Marius Balbinot : Meunier fils, Pieval : Le président des jurés |
| 5 décembre 1960                                                                                   | Le crime d'Aïn Fezza                                                           | Aïn Fezza (Algérie) septembre 1890 Jeanne Belikov pour partir avec son amant, tente d'empoisonner son mari Georges Nazet. Au tribunal d'Oran en 1891 elle est condamnée à vingt ans de travaux forcés. Elle se suicide le lendemain du verdict. Distribution : Paul Bonifas : L'avocat général, Maurice Garrel : Georges Nazet, Georges Hubert : ?, Yves Peneau : ?, Paul Amiot : Le Président, Hélène Mora : Jeanne Belikov, Annie Marel : ?, Henri Giquel : ?, Pierre Lafont : Henri Gary, Louis Falavigna : ? |
| 28 février 1961                                                                                   | La mystérieuse affaire de l'horloger Pel                                       | Distribution : Jean Chevrier : Le président, Robert Porte : Félix-Albert Pel, Robert Burnier : L'avocat, Jacques Monod : L'avocat général, Jean-Jacques Steen : Ferdinand Buffeteau, Claire Olivier : Cécile Buffeteau, Georges Riquier : Le docteur Renault, Edmond Beauchamp : Monsieur Klein, Huguette Faget : Madame Wisebard, Jean Galland : Le professeur Lang, Danielle Paris : madame Chenard, Constance Moria : madame Davron, Jean Barrez : L'huissier, Hugues Mouton : Le premier juré |
| 30 mai 1961                                                                                       | L'affaire Courtois                                                             | Distribution : Philippe Castelli : Louis Restiaux, Henri Lambert : Jean-Baptiste Devos, Michel Duplaix : ?, André Philip : ?, Georges Staquet : ?, Louise Chevalier : ?, Raymond Pélissier : ?, Georges Lannes : Le Président, Charles Lavialle : ?, Jimmy Perrys : ?, Alain Cuniot : ?, Louis Raymond : Alexandre-Léonard Courtois, François Zeller : ?, Dominique Vincent : ?, Jean-Pierre Helbert : ?, Georges Montax : ?, Gabrielle Djidou : ?, Gianfranco Gobbi : ?, Jacqueline Loisel : ?, Catherine Dutrillo : ? |
| 30 novembre 1965                                                                                  | La canne à épée                                                                | Bruxelles le comte Sirey est tué coup de canne à épée par Édouard Caumartin avocat pour mademoiselle Heinefetter ravissante chanteuse d'opéra allemande. 10 avril 1843 palais de l'université libre assises de la cour criminelle Édouard Caumartin est acquitté. Distribution : Bernard Tiphaine : Mr Steiner, Claude Pieplu : L'avocat général, Lucien Morisse : ?, Pierre Destailles : Le Président, Armand Meffre : ?, Louis Arbessier : Maître Chaix d'Estange, Georges Riquier : Mr de Roubaix Paul Mercey : Mr Van Hoobrouck, Claudine Coster : Mlle Heinefetter, Andrée Champeaux : madame Clésius, Robert Lombard : Mr Van Loorman, Jean-François Rémi : Mr de la Vilette, Jacques Butin : Maître Jamin, Colette Ripert : Mme Behr, Raymone : Mlle Kertz, Henri Serre : Edouard Caumartin, Anne-Marie Malfer : Mlle Lebrun, Armand Meffre : Mr Marcellis, Etienne de Swarte : Mr J. Legrand, Gilbert Robin : Avocat partie civile, Michel Ferrand : Mr Deginrose |
| 18 janvier 1966                                                                                   | Le crime de Sezegnin                                                           | Sezegnin (canton de Genève), au bord de la Laire : une quadragénaire mutilée à demi immergée est découverte. Jean Balleydier et François Truffet sont arrêtés. Ils nient. François Felmrich est interpellé ensuite. Il avoue et les accuse. Cour d'assises de Genève 1901 Felmrich est acquitté. Balleydier est condamnés à vingt ans de réclusion et Truffet à quinze ans. Ils sont libérés huit ans après. Distribution : Jacques Monod : le président, Yves Brainville : l'avocat, Jacques Mancier : le procureur, Bernard Pisani : François Felmrich, Hervé Jolly : François Truffet, Jean-Paul Moulinot : Gazel, Robert Porte : Aubert, Yvette Étiévant : Madame Truffet, Pierre Moncorbier : Blanc, Richard Darbois : Jérémie Truffet, Jean Berger : Friedrich, Margo Lion : Madame Maulet, Pierre Tornade : Bulloz, Jean Champion : Terrier, Héléna Manson : Mademoiselle Chamay, Gabriel Gobin : Seince, Philippe Brigaud : le greffier, Guy Vassal : Balleydier, Pierre Risch : Favre, Danielle Paris : madame Winkler, Marcel Gillot : chef du jury, René Colin : Huissier. |
| 15 mars 1966                                                                                      | L'affaire Bouquet                                                              | Cour d'assises de Paris, 12 mai 1830 : Jean-Charles Bouquet est accusé d'avoir empoisonné sa deuxième femme, tenté d'empoisonner sa troisième femme et attenté à la vie de son fils de huit mois, né du troisième mariage. Sa troisième femme accuse Bouquet, puis se rétracte et devient son meilleur défenseur. Bouquet est acquitté. Distribution : Maurice Chevit : Jean-Charles Bouquet, Alain Nobis : l'avocat général, Pierre Asso : le président, Georges Adet : Joseph Letellier, Jean Violette : le docteur Rique, François Vibert : le docteur Blanche, Véronique Silver : Agathe Bouquet, Claude Dasset : Benoist Duperray, Claire Olivier : Mademoiselle Detival, Philippe Brigaud : Orfila, Claude d'Yd : Tupper, Jacques Mauclair : un juré, Robert Fontanet : l'avocat de la défense, Pierre Paulet : Docteur Bezian, Christiane Desbois : Louise Magnien, Jean-Jacques Charrière : l'huissier. |
| 7 juin 1966                                                                                       | La mort de Sidonie Mertens                                                     | Fontainebleau 7 mai 1867 hôtel de France et d'Angleterre Sidonie Mertens 31 ans originaire de Boulogne-sur-Mer et son amie Mathilde Alexandrine Frigard ancienne commerçante affabulatrice arrivent de Paris. Le lendemain elles louent une voiture avec cocher pour se promener en forêt. Elles déjeunent au restaurant de Franchard, congédient le cocher et rentrent à pied en riant à l'hôtel. Mathilde Frigard arrive seule à l'hôtel fait ses bagages et repart en train à Paris. 12 mai 1867 Onésime-Auguste Noël cocher remarque au milieu d'une petite clairière une femme semblant dormir une ombrelle cachant son visage. Le lendemain il voit qu'elle est à la même place, dans la même position et constate qu'elle est morte. La police découvre que c'est Sidonie Mertens. Mathilde dit aux policiers qu'elle a perdu Sidonie en forêt, que Sidonie voulait se suicider, que Sidonie voulait retrouver un de ses nombreux amants un anglais Williams. Williams voulait la faire avorter elle refusait il l'aurait assassiné. Quelques jours plus tard les policiers trouvent le contenu du sac de Sidonie et une arme à feu au domicile de Mathilde. Le compte bancaire de Sidonie a été vidé récemment à l'aide d'une fausse procuration. Mathilde a vendu une broche de Sidonie à un bijoutier. Le 9 août elle est accusée du meurtre. Son avocat est Charles Lachaud. Bénéficiant de circonstances atténuantes elle est condamnée aux travaux forcés à perpétuité. En prison elle confesse au procureur général un peu plus tard avoir empoisonné Sidonie avec de l'acide prussique (cyanure d'hydrogène). Distribution : Maria Casarès : Mathilde Alexandrine Frigard, François Maistre : Maître Lachaud, Claude Piéplu : Juge président du tribunal, Pierre Leproux : Prat, Paul Le Person : Auguste Noël, Jean Laugier : Le concierge, Jean-Jacques Steen : deuxième hôtelier, Jean-François Rémi : L'avocat général, Robert Destain : Dumaine, Renée Gardès : Françoise Jules, Jacques Butin :Un juré, René Alié : Chef du jury, Georges Spanelli : Lemasquerier, Jacques Ardouin : Lasserre, François Germain : Jules Chaumette, Maurice Coussoneau : L'huissier, Clément Bairam : Barielle, José Squinquel : Docteur Leblanc |
| 12 juillet 1966                                                                                   | L'affaire Wladimiroff ou La carte de visite                                    | Versailles 1891 Vladimirov 20 ans amoral jaloux couvert de dettes veut épouser Madame Dida 32 ans riche jolie veuve ex-morphinomane. Elle refuse, il l'abat avec un revolver. Bénéficiant de circonstances atténuantes il est condamné à vingt ans de travaux forcés et dix ans d'interdiction de séjour. Distribution : Marcel Charvey : L'avocat général, Germaine Ledoyen : madame Magois, Dominique Page : Mlle Boyries, Georges Adet : Mr Hébouis, Jacques Herbert : Closmadeux (père), Closmadeuc (fils), Nicole Desailly : madame Boldemar, Teddy Bilis : troisième juré, Gabriel Gobin : cinquième juré, Jacques Mancier : Joseph Lutaud, Maria Meriko : madame de Vladimirov, François Vibert : Mr Magois, Philippe Chauveau : deuxième juré, Roger Crouzet : L'avocat, Hervé Jolly : Charles Peigne, Robert Burnier : Le Président, Mirès Vincent : Clémentine Boudier, Pierre Moncorbier : quatrième juré, Patrice Greber : Vladimirov, Pierre Risch : Mr Closmadeuc (père), Laurence Morisot : Jeanne Dida, Pierre Vernet : premier juré, Jean-Claude Kindt, : L'huissier |
| 11 octobre 1966                                                                                   | Le secret de la mort de monsieur Rémy                                          | Rue de la Pépinière, monsieur Rémy, courtier en bourse retiré des affaires, est assassiné dans son hôtel particulier par ses employés de maison, Courtois et Renard. Courtois accuse Renard qui nie. Renard, homosexuel, a déjà été arrêté pour une affaire de mœurs et inculpé de meurtre. La Cour d'Assises de la Seine, le 4 février 1909 : bénéficiant de circonstances atténuantes Renard est condamné aux travaux forcés à perpétuité et Courtois à vingt ans. Distribution : Jean Chevrier : Le président, Julien Bertheau : Émile Renard, Jean Négroni : Maître Lagasse, Jean Berger : L'avocat général Rambaud, Renée Saint-Cyr : Madame Rémy, Jacques Lalande : Le docteur Denys, Maurice Jacquemont : Le docteur Brocq, Jean-Paul Moulinot : Le commissaire Daltroff, Robert Bazil : Thomassaint, Gérard Darrieu : Le brigadier Robert, Albert Michel : Bourdais, Colette Régis : Mademoiselle de Crussol, Claude Joseph : L'inspecteur Calchas, Pierre Leproux : Bertillon, Bernard Charlan : Le premier juré, Jean Le Mouël : L'avocat de Courtois, Daniel Sola : Courtois, Jacqueline Fontaine : Mlle Geneste, Yves Eliot : Georges Rémy, Jean-Jacques Bouvaine : Avocat de la partie civile |
| 29 novembre 1966                                                                                  | L'affaire Lemoine ou Pour l'honneur d'une fille                                | Chinon Victoire Lemoine bourgeoise n'accepte pas l'union de sa fille Angélina quinze ans avec son cocher et le chasse. Elle multiplie les tentatives d'avortement sur Angélina en vain. Elle tue et brûle le nouveau-né. Elle nie. Tribunal d'assises de Tours 1860 Madame Lemoine bénéficiant des circonstances atténuantes est condamnée à vingt ans de travaux forcés. Angélina est acquittée. Distribution : Marcelle Ranson-Hervé : Victoire Lemoine, Françoise Dorner : Angélina Lemoine, Yves Vincent : Le président, Maurice Garrel : Le cocher, Lucien Barjon : ?, Jean Franval : ?, Raymond Jourdan : ?, Jean Champion : ?, Alain Janey : ?, Pierre Leproux : ?, Alain Mottet : ?, Philippe Sautrec : ?, Maurice Gautier : ? |
| 24 janvier 1967                                                                                   | Le cas d'Hélène Jégado                                                         | Distribution : Maria Meriko : Hélène Jégado, Louis Arbessier : Le président, Jacques Mancier : L'avocat de la défense, Claude Dasset : Le docteur Toursaint, Arlette Thomas : Marie-Jeanne Leboucher, Fanny Robiane : Sœur Anastasie, Jean Violette : Le professeur Bidard, Paloma Matta : Marianne Bidard, Hervé Jolly : Jean André, Jean Berger : Monsieur Rabot, Teddy Bilis : Le docteur Ozanne, Maurice Chevit : Le docteur Pitois, René Alone : Le Procureur, Gaétan Jor : Le curé Guimart, Edith Loria : Marie-Louise Gallo, Geneviève Bray : madame Roussel, Marcel Gillot : Le chef des jurés, Charles Capezzali : L'huissier |
| 6 juin 1967                                                                                       | L'affaire Daurios ou Le vent du sud                                            | Casseneuil (Lot-et-Garonne) 5 décembre 1847 Barthélémy Daurios son épouse Marguerite et leur fille Marie Lescazessont torturés et démembrés par leur gendre Joseph Fauché, Françoise leur fille, Jean Salban et les frères Étienne et Pierre Constant. À l'issue du procès, seuls seront reconnus coupables Joseph et Françoise Fauché, condamnés respectivement à la peine de mort et aux travaux forcés à perpétuité. Distribution : Germaine Ledoyen : Germaine Souffron, Pierre Leproux : Président du deuxième procès, Jacques Lalande : L'aumonier, Marius Laurey : Juré, Teddy Bilis : Juré, Gabriel Gobin : Mr Duperle, Raoul Curet : Juré, Maurice Garrel : Joseph Fauché, François Darbon : Président du premier procès, Jean Clarieux : Jean Salban, Martin Trévières : Pierre Constant, Odette Piquet : Françoise Fauché, Jean-Marie Richier : Jacques Constant, André Jacques : Le fils Salban, René Alone : Le Procureur, André Rousselet : Jean Daurios, Edith Loria : Mathilde Serezin, Michel Pelletier : Soubrier, Raymond Danjou : Le médecin, Claudine Pelletier : Elisabeth Vialatte, Marius Balbinot : Jean Mercier, Marc Monjou : Juré, Jean-Claude Kindt : Juré |
| 18 juillet 1967                                                                                   | L'affaire Dumollard                                                            | Distribution : Étienne Bierry : Martin Dumollard, Andrée Tainsy : Anne Dumollard, Paul Bonifas : Le président, Roger Treville : Le procureur, Claude Joseph : L'avocat Corbières, Martin Trévières : François Molle, Jacqueline Pierreux : madame Gerbe, Jeannette Batti : madame Laborde, Lyne Chardonnet : Louise Michel, Pierre Pernet : monsieur Mesnard, Jacques Rispal : Le juge Gentod, Bernard Charlan : Le docteur Durand, Guy Saint-Jean : Un gendarme, Raymond Meunier : Un chasseur, Christiane Lasquin : Cécile Grandin , Christiane Thierry : Marie-Jeanne Gardin, Pierre Nègre : ? |
| 26 septembre 1967                                                                                 | L'affaire Francey                                                              | Tonnerre Alfred Brisbard architecte est abattu par Henriette Francey 26 ans épouse d'un bourgeois très honorable affirmant qu'il lui faisait une cour assidue et a tenté plusieurs fois d'abuser d'elle violemment. Au tribunal 1885 elle est acquittée. Distribution : Roger Rudel : L'avocat de la partie civile, François Perrot : L'avocat général, Martine Ferrière : Madame François, André Dumas : Hernest, Pierre Mirat : Dupoquet, Yves Brainville : L'avocat de la défense, Josée Steiner : Henriette Francey, François Vibert : Chapus, Jacqueline Rivière : Madame Lambert, Claudine Berg : Madame Lecourt, Lucien Barjon : Le président, Théo Jehanne : Rousset, Nicole Norden : Augustine, André Nader : Mérat, Robert-Maxime Aubry : Goupillat, Annick Korrigan : madame Paris |
| 28 novembre 1967                                                                                  | L'affaire Jobard ou Entre deux heures du matin et neuf heures et demie le soir | Lyon 15 septembre 1851 théâtre des Célestins Antoine Emmanuel Jobard tue Joséphine-Anaïs Ricard d'un coup de couteau sans mobile. Distribution : Pierre Arditi : Antoine Jobard, André Weber : L'avocat Dubost, Julien Bertheau : Le président, Pierre Nègre : L'avocat général, Denis Manuel : Monsieur Ricard, Marius Laurey : Le contrôleur du théâtre, Nicole Gueden : Rachel, Jacques Ebner : L'ami, Jean Bolo : Le docteur Gensoul, Catherine Arditi : Françoise, Marco Perrin : Le maire, Roger Crouzet : Le juge |
| 30 janvier 1968                                                                                   | Les innocents d'Eldagsen                                                       | A Eldagsen (royaume de Hanovre), la femme d'un percepteur et sa servante sont assassinées. Lors de ce crime, des bijoux et de l'argent sont volés. En 1854, un maçon et un mitron vivant dans le dénuement, ayant mauvaise réputation et pratiquant la sorcellerie sont condamnés à mort. L'un se pend dans sa cellule. La peine est commuée en travaux forcés à perpétuité pour l'autre. En 1855 un autre crime identique a lieu. Ils sont innocentés au second procès. Distribution : Yves Vincent : Le président, André Falcon : L'avocat de la défense, Guy Saint-Jean : Conrad Busse, Lucien Hubert : Frédéric Ziegenmayer, Paul-Émile Deiber : Le bourgmestre, Michel Creton : Christian Bruns, François Darbon : Le surveillant Wild, Hélène Dieudonné : La veuve Haller, Andrée Damant : Madame Zoller, Raymond Jourdan : L'inspecteur Hauser, Nicole Pescheux : Louise Springel, Yvon Sarray : Le pasteur, Michel Salina : Le major Goetz, Catherine Rethi : la femme Burlow, Joëlle Hervé : La femme Sundhaker, Paul Boivert : Le premier juré, Joseph Gaubert : L'huissier |
| 2 avril 1968                                                                                      | L'affaire Beiliss ou Un personnage en plus et en moins                         | Distribution : Claude Joseph : L'inspecteur Kiritchenko, Germaine Ledoyen : Zinaida Malitskaia, Jean Obé : Le juge d'instruction, Jean Brassat : Anzor Karaiev, Yves-Marie Maurin : Serguei Makhaline, Jacques Monod : Le président, Alain Mottet : L'avocat de la défense, Pierre Collet : Le commissaire Krassovski, Lucien Raimbourg : Kasimir Chakhovski, Catherine Sauvage : Vera Tcheberiak, Alain Nobis : Le Procureur, Jacques Rispal : Mendel Beiliss, Michel Charrel : Piotr Singalevski, Roger Bontemps : Le docteur Toufanov, Florence Giorgetti : La couturière |
| 25 mars 1969                                                                                      | L'affaire Fieschi                                                              | Distribution : François Maistre : Giuseppe Fieschi, Jacques Monod : Morey, Jean Gaven : Pépin, Jean Le Mouël : Boireau, Armand Meffre : Nolland, Roger Bontemps : Monsieur Beaumont, Daniel Lecourtois : Le prince de Rohan, Jeanne Hardeyn : Madame Ajalbert, Julien Verdier : Dyonnet |
| 8 juillet 1969                                                                                    | L'auberge de Peyrebeille                                                       | Distribution : Henri Crémieux : Le président, Roger Pelletier : L'avocat Crozes, Raoul Guillet : Le Procureur, J.M. Fertey : Maître Malzieu, Jean Clarieux : Pierre Martin, Odette Piquet : Marie Bresse, Pierre Collet : Jean Rochette, Raymond Danjou : Le médecin légiste, Henri Delmas : Le juge, Gérald Denizot : Laurent Chaze, J.M. Richier : Jean Raynaud, Dournel : André Moulin, Germaine Ledoyen : madame Dullin, Marie Francey : Rose Ytier, Françoise Dorner : Marguerite Armand, Gabriel Gobin : Michel Hugon, Jean Saudray : J.B. Bourtoul, Marius Laurey : Louis Astier, René Renot : Le gendarme Cornet, Moncorbier : Enjolras, Roger Trapp : Le paysan, Kirane : Claude Pagès, Fernand Bercher : Le chef du jury, Marc Monjou : Le greffier |
| 13 décembre 1969                                                                                  | L'affaire Lacoste                                                              | 24 mai 1843 Henri Lacoste 70 ans meurt. De l'arsenic est découvert dans son foie. Il est marié depuis 1841 à sa ravissante petite-nièce Euphémie Vergès. Elle est accusée de l'avoir empoisonné avec la complicité de Joseph Meilhan instituteur à Riguepeu. En juillet 1844 au Tribunal d'Auch, elle est acquittée. Distribution : Roger Jacquet : Mr Fourcade, Luce Feral : madame Lacoste, André Valtier : Joseph Meilhan, Jean Lanier : Le Président Donnoderie, Raymond Jourdan : Le Procureur Cassagnol, François Dalou : Maître Alem Rousseau, Jean Lescot : Denis Cassarolles, René Berthier : Mr Sabazan, André Daguenet : Le curé, Roger Desmare : Le percepteur, Marius Balbinot : Pierre Cournet, Gérard Dournel : L'huissier, Philippe Ferran : Le secrétaire de mairie, Marcel d'Orval : Le maire de Tarbes, Julia Dancourt : madame Fourcade, Raoul Marco : Mr Lespère, Paul Rieger : Maître Dousset, Danielle Croisy : Jacquette Larrieux, Marc de Géorgi : Mr Devergie, Claude Richard : Joseph Navarre, Alain Lasney : Me Lasmoles, Michel Natorg : Docteur Vigne, Robert Larcebeau : Mr Castéra, Marius Laurey : Mr Deville, Lina Roxa : La domestique des Fourcade, Dominique Bernard : Le pharmacien d'Orival, Jean Picard : Le président des jurés |
| Diffusion prévue le 1er janvier 1969, annulée au dernier momment. Diffusé ultérieurement[Quand ?] | L'affaire Deschamps ou La reconstitution                                       | Hameau des Vallières printemps 1948 Monsieur Heymart retraité est volé et assassiné. Vingt jours plus tard Jean Deschamps et Marcel Grevel sont dénoncés. Ils sont emprisonnés depuis quelques jours pour larcins et chapardage. Grevel nie. Deschamps avoue et se prête à la reconstitution. Aux assises Deschamps revient sur ses aveux dès l'ouverture du procès. Il a été influencé par les policiers lors des interrogatoires. Deschamps est condamné à dix ans de travaux forcés. Cinq ans plus tard les coupables sont identifiés Paul Lambert, René Pruvier et Lucette Legrand. Ils sont condamnés et Deschamps relaxé. Il est réhabilité et indemnisé. Distribution : Marius Laurey : Marcel Grevel, Pierre Nègre : Le premier président d'assises, Étienne Bierry : Le 3e président d'assises, Gabrielle Doulcet : Madame Heymart, Douchka : Lucette Legrand, Jean Obé : L'adjudant Antoine, Claude Joseph : René Pruvier, Marcel Rouzé : Mr Girard, Jean Juillard : Le procureur, Jacques Lalande : le lieutenant Villedieu, Florence Giorgetti : Gisèle Hervet, Ginette Garcin : Marguerite Audoir, Robert Blome : Le premier juré, Roger Desmare : Le 2e greffier, Pierre Duncan : Mottier, Louison Roblin : Madame Marthe, Martin Trévières : Pellerin |
| date ?                                                                                            | L'affaire Boccarne                                                             | ? |